# Nicolas Savant-Aira
Nicolas Savant-Aira, né le 3 novembre 1980 à Aix-en-Provence, est un pongiste handisport français.
Il est champion de France à deux reprises, et champion d'Europe dans sa catégorie. 
Il participe aux Jeux paralympiques en 2012 à Londres (médaille de bronze par équipe), aux Jeux paralympiques de Rio en 2016, aux Jeux paralympiques de Tokyo en 2021 (médaille de bronze par équipe) ainsi qu'aux Jeux paralympiques de Paris en 2024.